# Party 4 U
«Party 4 U» — песня английской певицы и автора песен Charli XCX, выпущенная 9 мая 2025 года в качестве сингла. Пять лет назад она была включена в её четвёртый студийный альбом How I’m Feeling Now (2020) как девятый трек, но рост популярности у фанатов привёл к необходимости выпуска его в виде отдельного сингла. Она написала песню вместе с её продюсером А. Г. Куком. «Party 4 U» — это поп- и гиперпоп-трек, в котором используются эхо-синтезаторы и крещендо. В тексте песни рассказывается о вечеринке для человека, который никогда не придёт, а также о взлётах и падениях в изменчивых отношениях рассказчика.
Музыкальные критики высоко оценили композицию «Party 4 U» и вокальное исполнение Charli XCX. Популярность трека возросла в начале 2025 года после того, как он стал вирусным на TikTok. 9 мая 2025 года Atlantic Records выпустила его в качестве сингла для американских радиостанций contemporary hit radio. В коммерческом плане «Party 4 U» достиг топ-30 в Ирландии, Филиппинах, Сингапуре и Великобритании. Charli XCX включила трек в сет-листы альбома Crash: The Live Tour (2022—2023) и Brat Tour (2024—2025), а также исполнила его на нескольких других мероприятиях. Песня «Party 4 U» также прозвучала в комедийном фильме в жанре чёрного юмора «Неудачницы» (2023). Для продвижения песни 15 мая 2025 года был выпущен клип, приуроченный к пятилетней годовщине выхода её родительского альбома How I’m Feeling Now.

## Предыстория
Charli XCX выпустила свой третий студийный альбом Charli 13 сентября 2019 года. В следующем месяце она сообщила, что начала работу над своим следующим проектом. 6 апреля 2020 года Charli XCX объявила, что выпустит свой четвёртый студийный альбом How I’m Feeling Now 15 мая того же года. Она записала альбом за пять недель во время пандемии COVID-19 в процессе совместной работы со своими поклонниками по принципу «сделай сам». Atlantic Records выпустила How I’m Feeling Now под одобрительные отзывы критиков; «Party 4 U» — девятый трек альбома. Он был использован в последней сцене чёрной комедии «Неудачницы» (Bottoms, 2023). Флетчер Питерс из The Daily Beast сказал, что это «идеальный способ завершить запоминающийся саундтрек» благодаря своей крещендообразной композиции.

## Запись
Charli XCX начала запись «Party 4 U» в мае 2017 года и закончила записывать первую часть песни в том же году. Песня должна была войти в её четвёртый микстейп Pop 2 (2017), но была исключена из окончательного трек-листа."Party 4 U" стала любимой композицией поклонников (фан-фаворитом) после того, как Charli XCX исполнила её на концерте в Токио, а фрагменты из песни появлялись в её последующих концертах и онлайн-видео.

## Композиция
Длина «Party 4 U» составляет четыре минуты и пятьдесят шесть секунд. Это поп- и гиперпоп-песня, включающая в себя эхо-синтезаторы, крещендирующие биты, «мечтательную» атмосферу, вокал с Auto-Tune и «красочный звуковой гобелен». В треке присутствует быстрый ритм во втором куплете.

## Возрождение и коммерческие показатели
Популярность и потоковое воспроизведение «Party 4 U» начали расти в феврале 2025 года после того, как песня стала вирусной на TikTok, где пользователи публиковали видео, на которых они сами напевали второй куплет песни в темпе. 19 февраля трек вошёл в американский чарт Spotify Viral 100 под номером 80, став самым высоким новым достижением. В ответ Charli XCX написала в Твиттере: «Это просто безумие, что эта песня вдруг получила такую любовь. Я знаю, что эта песня так много значит для многих [фанатов]». В результате возрождения, потоки «Party 4 U» в США по требованию более чем удвоились с января по февраль 2025 года, как сообщает Billboard на основе данных Luminate. В апреле 2025 года появился новый тренд TikTok, в котором пользователи делились своими чувствами и интерпретациями повторяющейся части трека «party on you». Atlantic Records выпустила «Party 4 U» в качестве сингла на радио contemporary hit radio в США 9 мая 2025 года.
«Party 4 U» поднялась до 44-го места в чарте Billboard Global 200 в дату 17 мая 2025 года. Она вошла в национальные чарты Ирландии (11), Сингапура (12), Великобритании (28), Австралии (35), Канады (53) и США (55).

## Отзывы
Музыкальные критики высоко оценили композицию «Party 4 U» и вокальное исполнение Charli XCX, считая её одним из лучших треков в её дискографии. Робин Мюррей из Clash назвал её «глубоким треком», а Эллиот Хост из New Statesman счёл её «эмоциональным сердцем» How I’m Feeling Now. Обозреватель Business Insider Кэлли Алгрим считает, что в треке Charli XCX продемонстрировала «впечатляющее понимание вокального контроля и тембра», позволив «своему голосу раствориться в более широком звуковом пространстве, не теряясь в нём», и считает его одной из лучших своих песен в 2020 году. Кортни Ларокка из того же издания высоко оценила «мягкий» вокал Charli XCX и «тёплую и пушистую» атмосферу песни. Они обе сочли её одним из лучших треков альбома. Редакция Consequence также сочла её одним из важнейших треков How I’m Feeling Now, а Питерс — одной из лучших песен Charli XCX в 2023 году. Энди Штайнер из Paste описал «Party 4 U» как «нежную, уязвимую, одновременно одинокую и влюблённую», добавив, что в ней Charli XCX написала «наиболее конкретно и подробно». Он посчитал его четвёртым лучшим треком в её дискографии в 2023 году.

## Чарты
| Чарт (2025)                                  | Высшая позиция |
| -------------------------------------------- | -------------- |
| Австралия (ARIA)                             | 35             |
| Канада (Billboard Canadian Hot 100)          | 53             |
| Мир (Billboard Global 200)                   | 44             |
| Ирландия (IRMA)                              | 11             |
| Филиппины (Official Philippines Chart, IFPI) | 14             |
| Филиппины (Philippines Hot 100)              | 13             |
| Сингапур (RIAS)                              | 12             |
| Швеция (Heatseeker, Sverigetopplistan)       | 7              |
| Великобритания (OCC UK Singles)              | 28             |
| США (Billboard Hot 100)                      | 55             |
| США (Billboard Pop Airplay)                  | 40             |